# E45
La ruta europea E45 és una carretera que forma part de la Xarxa de carreteres europees. Comença a Alta (Noruega) i finalitza a Gela (Itàlia). Té una longitud de 5190 km. Té una orientació de nord a sud i passa per Noruega, Finlàndia, Suècia, Dinamarca, Alemanya, Àustria i Itàlia. És la ruta europea més llarga amb direcció nord/sud.

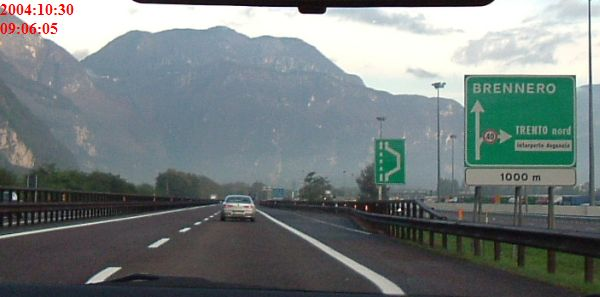
Ruta europea E45 prop del Pas del Brenner a Itàlia.